# Théorème d'Abel (algèbre)
Pour les articles homonymes, voir Théorème d'Abel.
En mathématiques et plus précisément en algèbre, le théorème d'Abel, parfois appelé théorème d'Abel-Ruffini ou encore théorème de Ruffini, indique que pour tout entier n supérieur ou égal à 5, il n'existe pas de formule générale exprimant « par radicaux » les racines d'un polynôme quelconque de degré n, c'est-à-dire de formule n'utilisant que les coefficients, la valeur 1, les quatre opérations et l'extraction des racines n-ièmes. Ceci contraste avec les degrés 2, 3 et 4 pour lesquels de telles formules génériques existent, la plus connue étant celle pour le degré 2, qui exprime les solutions de ax2 + bx + c = 0 sous la forme (–b ± √b2 – 4ac)/2a.
Ce résultat est exprimé pour la première fois par Paolo Ruffini, puis démontré rigoureusement par Niels Henrik Abel. Un théorème ultérieur d'Évariste Galois donne une condition nécessaire et suffisante pour qu'une équation polynomiale soit résoluble par radicaux. Cette version plus précise permet d'exhiber des équations de degré 5, à coefficients entiers, dont les racines complexes — qui existent d'après le théorème de d'Alembert-Gauss — ne s'expriment pas par radicaux.
Tous les corps considérés dans cet article sont supposés commutatifs et de caractéristique nulle.

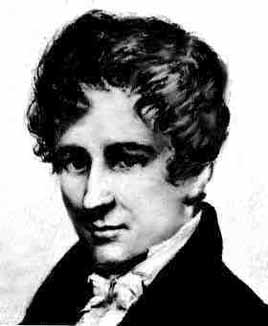
Niels Henrik Abel (1802-1829) présente la première démonstration rigoureuse et complète du théorème qui porte maintenant son nom.

## Préambule

### Signification du théorème
Le théorème d'Abel et le théorème de d'Alembert-Gauss sont les deux théorèmes fondamentaux de la théorie des équations, c'est-à-dire la théorie qui traite des équations polynomiales ou équivalentes. Une équation est dite polynomiale si elle est de la forme anxn+…aixi+a0 = 0. Le théorème de d'Alembert-Gauss indique qu'une équation polynomiale à coefficients complexes admet au moins une racine complexe si le polynôme correspondant n'est pas constant.
Des méthodes numériques comme la méthode de Newton ou celle de Laguerre s'appliquent indépendamment du degré de l'équation. Si n, le degré du polynôme, est petit, il existe aussi des méthodes dites algébriques pour résoudre l'équation. Ainsi, si n est égal à 2, et si P s'écrit aX2 + bX + c, les solutions sont données par la formule classique (–b ± √b2 – 4ac)/2a, où b2 – 4ac est le discriminant du polynôme ; on dit que √b2 – 4ac est un radical. Des formules analogues (mais plus compliquées) existent pour les polynômes de degré 3 ou 4, comme le montrent les méthodes de Cardan et de Ferrari.
Mais pour les degrés strictement supérieurs à 4, et en dépit de plusieurs siècles d'efforts, aucune formule générale analogue à celles des degrés 2, 3 et 4 n'avait pu être trouvée. Le théorème d'Abel exprime le fait qu'aucune formule de cette nature n'existe. Une méthode pour exprimer néanmoins les racines consiste à faire usage d'une famille de fonctions plus vaste que celle des racines n-ièmes, telle que celle des fonctions elliptiques ; mais les formules ainsi obtenues n'ont qu'un intérêt théorique ; en pratique, il est bien plus intéressant d'obtenir des valeurs approchées à l'aide, par exemple, de la méthode de Newton.

### Expressions du théorème
L'expression utilisée par Abel dans son mémoire de 1824 est la suivante :
Théorème d'Abel — Il est impossible de résoudre par des radicaux l'équation générale du cinquième degré.
Abel ajoute qu'« Il suit immédiatement de ce théorème qu'il est de même impossible de resoudre par des radicaux les équations générales des dégrés supérieurs au cinquième. »
Évariste Galois est l'auteur d'une forme plus aboutie du théorème. Sa méthode est celle généralement utilisée pour démontrer le théorème. Cette formulation prend le nom de théorème de Galois ou théorème d'Abel-Galois, parfois aucun nom n'est indiqué. Sa formulation est plus générale car elle s'applique à tout corps K (commutatif et de caractéristique nulle, comme annoncé dans l'introduction) et indique si une équation algébrique est résoluble par radicaux ou non.
Théorème de Galois — Une équation polynomiale à coefficients dans K est résoluble par radicaux si et seulement si son groupe de Galois est résoluble.

### Radical
Soient K un corps et L une extension de K.
- Un élément de L est dit radical sur K si l'une de ses puissances appartient à K.
- On dit qu'un élément de L s'exprime par radicaux sur K s'il est le dernier terme d'une suite finie de premier terme nul et dont chaque terme est radical sur l'extension de K engendrée par les termes précédents.
- On dit que l'extension L de K est résoluble par radicaux si chaque élément de L s'exprime par radicaux sur K. Lorsque l'extension est finie, cela revient à dire que L est contenu dans une extension K(α1, … , αk) telle que pour chaque i compris entre 1 et k, αini appartient à K(α1, … , αi–1) pour un certain entier naturel ni.
- On dit qu'un polynôme est résoluble ou résoluble par radicaux si toutes ses racines s'expriment par radicaux sur K. Autrement dit : l'extension de K engendrée par les racines du polynôme est résoluble par radicaux.

### Formalisme de la théorie de Galois
L'expression du théorème de Galois ci-dessus utilise des notions de sa théorie. Le corps de décomposition L de P désigne le plus petit corps contenant K ainsi que toutes les racines de P. C'est donc une extension finie et normale de K. L'hypothèse que K est de caractéristique nulle assure entre autres qu'il est parfait, c'est-à-dire que tout polynôme irréductible à coefficients dans K est à racines simples. L'extension L de K est donc de plus séparable. En résumé : L est une extension galoisienne finie de K.
Une structure clé pour étudier une telle extension est son groupe de Galois : c'est le groupe des automorphismes de corps de L fixant chaque élément de K. On démontre que l'ordre du groupe de Galois d'une extension galoisienne finie est égal au degré de l'extension (à ne pas confondre, pour l'extension L de K, avec le degré du polynôme P).
La notion centrale du théorème est celle de groupe résoluble. Les premiers exemples de groupes résolubles sont les groupes abéliens. Les exemples suivants sont les groupes G possédant un sous-groupe normal abélien G1 tel que le groupe quotient G/G1 soit abélien. Dans le cas général :

Un groupe G est dit résoluble lorsqu'il existe une suite finie G0, G1, … , Gk de sous-groupes de G telle que :{\displaystyle I=G_{0}\subset G_{1}\subset \ldots \subset G_{k-1}\subset G_{k}=G}où Gi, pour tout i compris entre 0 et k – 1, est un sous-groupe normal de Gi+1 tel que le groupe quotient Gi+1/Gi soit abélien. Le groupe I désigne ici le groupe trivial.

## Histoire
Une vision d'ensemble de la théorie des équations, traitant en particulier du théorème d'Abel, est donnée dans l'article « Théorie des équations (histoire des sciences) ». 

### Genèse
Si la première étude systématique des équations algébriques remonte au VIIIe siècle, dans l'Abrégé du calcul par la restauration et la comparaison du mathématicien perse Al-Khawarizmi, l'idée d'associer une structure de groupe à l'équation n'apparaît qu'au XVIIIe siècle. Joseph-Louis Lagrange met en évidence la relation entre les propriétés d'un groupe de permutations des racines et la possibilité de résolution d'une équation cubique ou quartique. S'il est possible de voir dans ces travaux l'origine de l'utilisation des permutations dans ce domaine, en revanche, ne sont utilisés ni la loi de composition ni l'ensemble des permutations comme une structure propre. Son approche est toutefois suffisante pour émettre un sérieux doute sur l'existence d'une formule exprimant les racines d'un polynôme quelconque de degré n, si n est strictement supérieur à 4.

### Paolo Ruffini

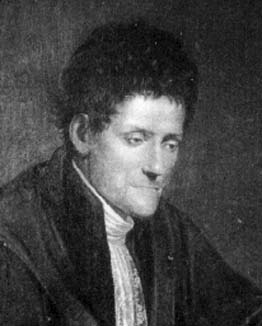
Paolo Ruffini (1765-1822).

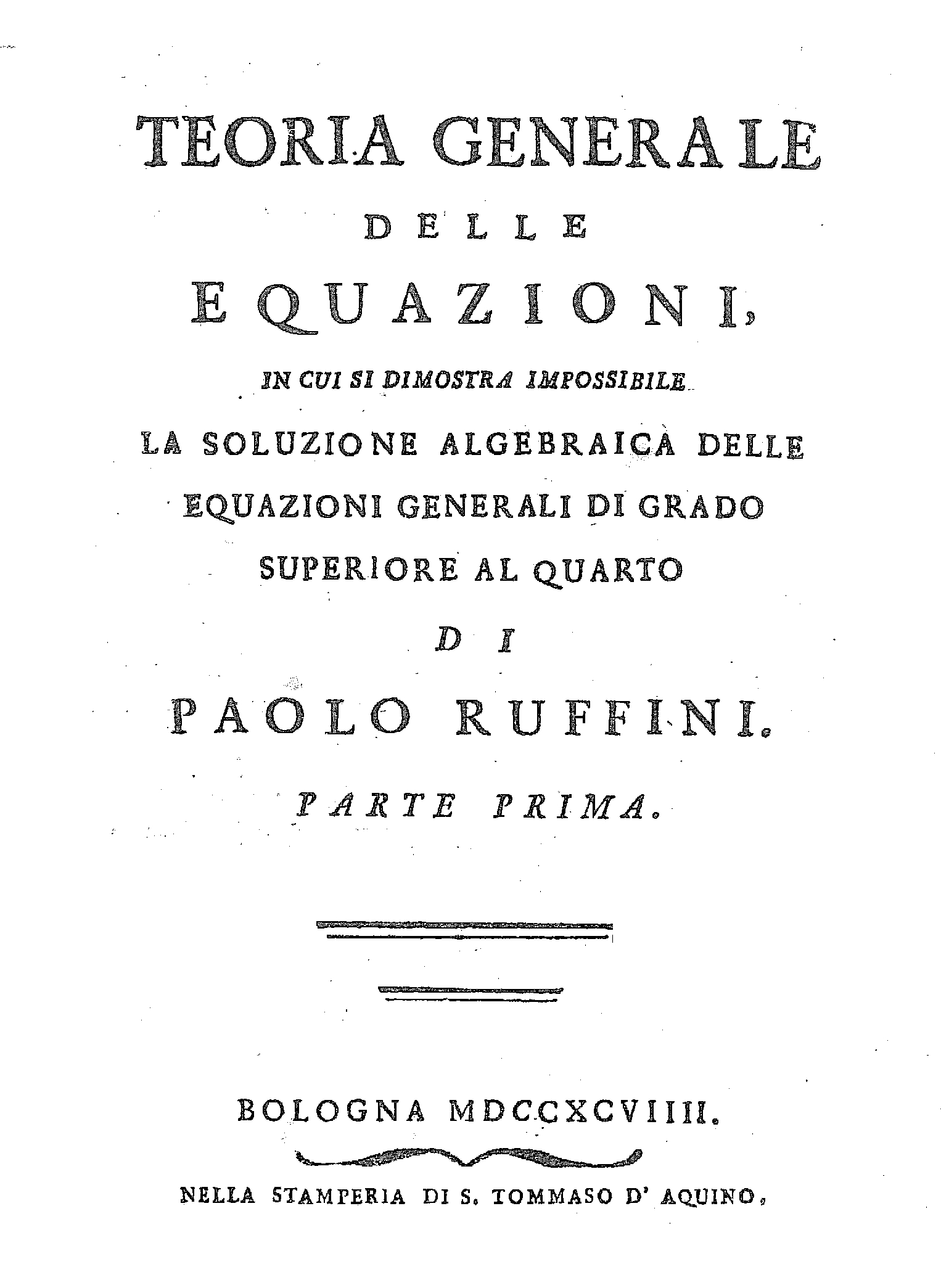
Paolo Ruffini, Teoria generale delle equazioni, 1799

Paolo Ruffini est le premier à affirmer que l'équation générale et particulièrement l'équation quintique n'admet pas de solution. Il reprend la démarche de Lagrange qui montre que toutes les méthodes utilisées jusqu'ici reviennent à des cas particuliers d'une approche plus générale. Ruffini montre que la méthode de Lagrange ne peut fournir, pour l'équation de degré 5, de formule équivalente à celle de Cardan pour le degré 3. Il publie un livre sur cette question en 1799.
La communauté scientifique de l'époque ne reconnaît pas son travail. Il envoie son livre à Lagrange en 1801, mais n'obtient aucune réponse. Une présentation officielle à l'Académie des sciences n'obtient pas plus de succès. Les mathématiciens Lagrange, Legendre et Lacroix sont chargés d'évaluer la validité de sa preuve. Le rapport décrit son travail comme sans importance, sa démonstration comporte une lacune, rien n'indique qu'il n'existerait pas d'autres méthodes, différentes de celle de Lagrange et donc de toutes celles trouvées jusque-là, et qui permettrait une résolution par radical. Une nouvelle tentative, auprès de la Royal Society anglaise obtient une réponse plus sympathique : si un tel travail n'entre pas dans sa compétence, les résultats ne semblent néanmoins pas contenir d'erreur. Deux autres publications en 1803 et 1808 n'auront guère plus de succès. Pour les mathématiciens de l'époque, le résultat est soit faux, soit anecdotique. Seul Augustin Louis Cauchy comprend la profondeur de son travail. Il lui envoie une lettre en 1821 dans laquelle il indique à la fois la validité et l'importance de la question traitée. Cauchy généralise le résultat sur les permutations à la base des travaux de Ruffini.

### Niels Henrik Abel
Après une tentative infructueuse en 1821, le mathématicien norvégien Niels Henrik Abel publie, à ses propres frais, un petit texte de six pages. À la différence des travaux de Ruffini, ce document représente une preuve complète du théorème. Il obtient néanmoins une incompréhension analogue à celle des textes précédents. Même Carl Friedrich Gauss juge le sujet sans intérêt. La lettre d'Abel sera retrouvée après la mort de Gauss non décachetée. En 1801, ce mathématicien avait exprimé dans sa thèse que la recherche de solution par radicaux était sans intérêt, il suffisait de donner un nom quelconque à la racine. Il est vrai qu'en termes de technique numérique, il est beaucoup plus simple d'utiliser une méthode comme celle de Newton pour obtenir une valeur approchée d'une racine ; la résolution par radical ne possède plus au XIXe siècle le même intérêt qu'il avait les siècles précédents pour le calcul numérique. Et, si ce n'est pas pour obtenir une approximation numérique, alors autant utiliser une lettre pour décrire la racine. Même Cauchy, qui reçoit Abel en 1826, daigne à peine jeter un coup d'œil à ses travaux.
D'autres articles furent écrits entre 1826 et 1828, contenant la preuve de l'impossibilité de la résolution dans le cas général. Les travaux d'Abel finissent par convaincre la communauté scientifique. En 1830, Cauchy retrouve son manuscrit, et Abel finit par obtenir le grand prix de mathématiques de l'Académie des sciences la même année à titre posthume.

### Évariste Galois

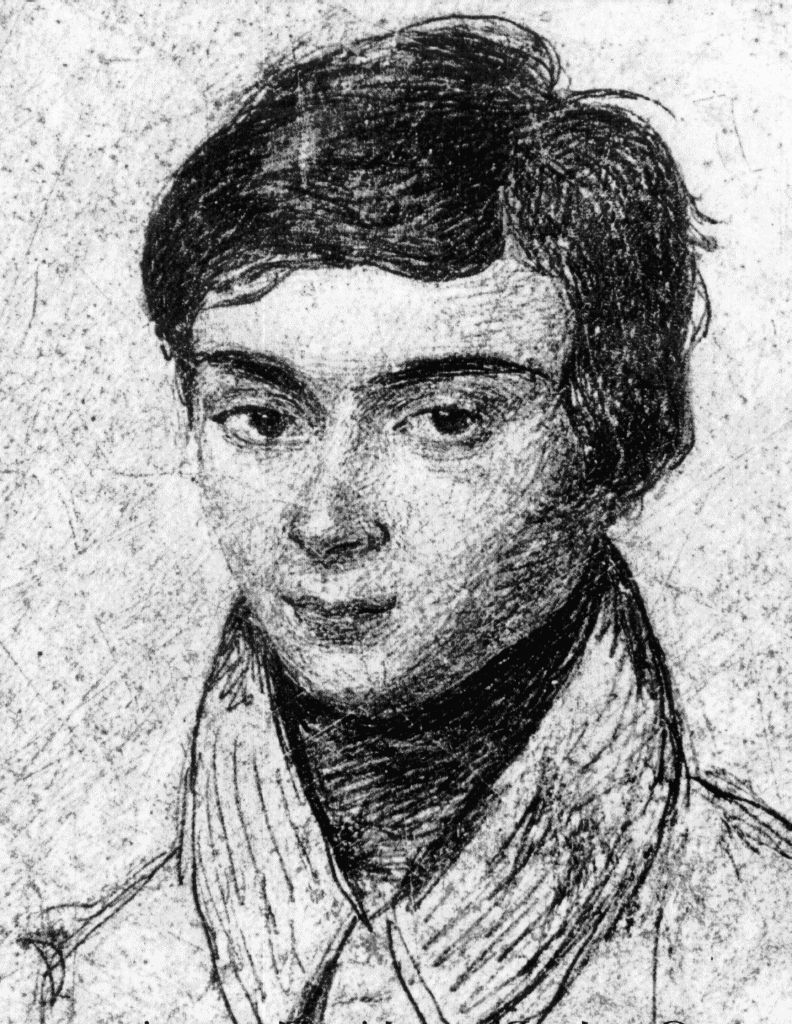
Évariste Galois (1811-1832).

Après les travaux d'Abel, seuls trois éléments manquent pour une expression finale du théorème : une approche effective, la condition nécessaire et suffisante de résolubilité de l'équation et une compréhension profonde des mécanismes qui rendent possible la résolubilité. C'est Évariste Galois qui réalise ces trois progrès.
Son approche subit la même incompréhension que ses prédécesseurs. Ses premiers écrits, présentés à l'Académie des sciences dès 1829 sont définitivement perdus. Un mémoire écrit par Galois en 1831 est redécouvert et publié par Joseph Liouville, qui le présente à la communauté scientifique en 1843 en ces termes : « […] J'espère intéresser l'Académie en lui annonçant que dans les papiers d'Évariste Galois j'ai trouvé une solution aussi exacte que profonde de ce beau problème : étant donné une équation irréductible de degré premier, décider si elle est ou non résoluble à l'aide de radicaux. » L'apport de Galois est majeur ; G. Verriest le décrit dans les termes suivants : « le trait de génie de Galois, c'est d'avoir découvert que le nœud du problème réside non pas dans la recherche directe des grandeurs à adjoindre, mais dans l'étude de la nature du groupe de l'équation. Ce groupe […] exprime le degré d'indiscernabilité des racines […]. Ce n'est donc plus le degré d'une équation qui mesure la difficulté de la résoudre mais c'est la nature de son groupe. »

## Exemples

### Équations cyclotomiques
Si P est un polynôme cyclotomique, c'est-à-dire un diviseur irréductible, dans ℚ[X], d'un polynôme de la forme Xn – 1, alors l'équation P(x) = 0 est trivialement résoluble par radicaux. Le théorème d'Abel est confirmé dans ce cas particulier, puisque le groupe de Galois de l'extension cyclotomique correspondante est abélien (donc résoluble). Plus précisément, le groupe de Galois du polynôme cyclotomique Φn est isomorphe au groupe des unités de l'anneau ℤ/nℤ.
Signalons au passage qu'une étude plus poussée (cf. « Théorème de Gauss-Wantzel ») détermine à quelle condition l'équation Φn(x) = 0 est résoluble non seulement par radicaux (d'ordres quelconques) mais par racines carrées, condition qui équivaut à la constructibilité à la règle et au compas du polygone régulier à n sommets.

### Le cas du second degré

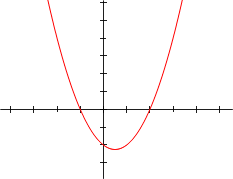
Courbe polynomiale quadratique.

Considérons le cas où le polynôme P est de degré 2 à coefficients rationnels n'ayant pas de racine rationnelle. Quitte à diviser P par son coefficient dominant, on peut le supposer unitaire :
Notons x1 et x2 les deux racines de l'équation. On en déduit :
Comme l'extension est galoisienne et de degré 2, le groupe de Galois est d'ordre 2 : ses deux éléments sont l'identité de L et la symétrie qui fixe les rationnels et échange x1 et x2. Il existe donc une base (1,r) du ℚ-espace vectoriel L et un rationnel a tels que x1 = a + r et x2 = a – r.
On en déduit :
Le groupe de Galois permet donc une résolution effective de l'équation quadratique.

### Le cas du degré trois
La méthode de Cardan permet d'extraire la ou les racines d'un polynôme de degré 3 dans le cas général.

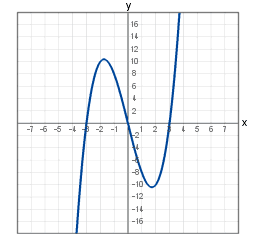
Courbe polynomiale cubique.

#### Généralités
Considérons le cas où le polynôme P est de degré 3 à coefficients rationnels et irréductible. Quitte à diviser P par son coefficient dominant et à translater la variable, on peut supposer que P est de la forme :
Notons x1, x2 et x3 les trois racines (distinctes) de l'équation. De
on déduit :
Le groupe de Galois G de P est un sous-groupe du groupe symétrique S3. L'ordre de ce sous-groupe est égal à la dimension sur ℚ du corps de décomposition L. C'est donc un multiple de 3, puisque L contient la racine {\displaystyle x_{1}} dont le polynôme minimal est de degré 3. G est donc isomorphe soit à S3 (d'ordre 6), soit à son unique sous-groupe d'ordre 3, le groupe alterné A3.
Dans les deux cas, G est résoluble (car A3 est normal dans S3, et A3 et S3/A3 sont abéliens, et même cycliques) donc le théorème d'Abel garantit que le polynôme l'est aussi.

#### Détermination du groupe de Galois
Considérons l'élément non nul de L : δ = (x1 – x2)(x2 – x3)(x3 – x1). Pour tout élément g de G, g(δ) = ε(g)δ, où ε(g) désigne la signature de la permutation effectuée par g sur les trois racines. G est donc réduit à A3 si et seulement si δ est invariant par tous les éléments de G, c'est-à-dire (cf propriété 3 du paragraphe sur le théorème fondamental de la théorie de Galois) si et seulement si δ est rationnel. On démontre par ailleurs (voir l'article « Discriminant ») que δ2 = –4p3 – 27q2.
On en déduit :

Le groupe de Galois de P est isomorphe à A3 si –4p3–27q2 est le carré d'un rationnel, et à S3 sinon.

#### Calcul des racines
Une façon de retrouver les formules de Cardan est de poser :
où j et j2 désignent les deux racines cubiques primitives de l'unité.
En effet, on obtient ainsi :
et il ne reste alors plus qu'à calculer u et v en fonction des coefficients du polynôme :
Le système d'équations suivant permet alors de conclure :
L'équation est donc bien résoluble par radicaux, comme prévu par le théorème d'Abel et le calcul du groupe de Galois. Plus précisément : par racines carrées (pour l'expression de j et j2 et le calcul de u3 et v3) et cubiques (pour en extraire u et v).

Ces éléments u et v ont l'interprétation suivante dans la théorie de Galois. On a vu que G contenait au moins le groupe alterné A3, c'est-à-dire qu'il existe un automorphisme m de L (d'ordre 3) fixant les rationnels et vérifiant :
Supposons d'abord que L contient j et j2. Tout élément du sous-corps ℚ[j] est de degré 1 ou 2 sur ℚ, donc fixe par m. On peut donc considérer m comme un endomorphisme du ℚ[j]-espace vectoriel L, et les vecteurs {\displaystyle u} et {\displaystyle v} apparaissent alors comme propres pour m, puisque par construction,
Lorsque L ne contient pas j et j2, on vérifie qu'il ne contient pas d'autres éléments de ℚ[j] que les rationnels, ce qui permet d'étendre naturellement m en un ℚ[j]-automorphisme de L[j] pour lequel, de même, u et v sont propres.

### Le cas du degré quatre
La méthode de Ferrari permet d'extraire la ou les racines d'un polynôme de degré 4 dans le cas général.

### Un contre-exemple de degré cinq
L'article détaillé montre que le groupe de Galois sur ℚ du polynôme P(X) = X5 – 3X – 1 est le groupe symétrique S5, qui n'est pas résoluble. L'équation P(z) = 0 n'est donc pas résoluble par radicaux, c'est-à-dire qu'il n'est pas possible d'exprimer les racines de ce polynôme à partir de nombres entiers à l'aide des quatre opérations usuelles et de radicaux, ce qui démontre qu'il n'est pas possible de trouver une expression des racines dans le cas général d'une équation du cinquième degré, comme on peut le faire pour les équations de degré 1, 2, 3 ou 4.
Remarque. Il est impropre de dire que l'équation P(z) = 0 n'est pas résoluble. Cette équation possède 5 racines qui s'approximent aussi précisément qu'on le souhaite et qui s'expriment exactement à l'aide d'intégrales elliptiques.

### Contre-exemples en tout degré supérieur ou égal à 5
Pour tout entier n ≥ 2, il existe une infinité de polynômes (irréductibles et de degré n) à coefficients entiers dont le groupe de Galois sur ℚ est le groupe symétrique Sn or pour n ≥ 5, ce groupe n'est pas résoluble.

## Démonstration duthéorème de Galois

### Si le groupe est résoluble, alors le polynôme l'est.
Soit n le degré d'une extension galoisienne finie L de K. Son groupe de Galois G est donc d'ordre n.
On traite d'abord le cas où G est abélien, en supposant dans un premier temps, comme dans la méthode de Cardan (dans laquelle le cas n = 3 correspond au cas où G est abélien), que K contient les n racines n-ièmes de l'unité. On s'affranchit ensuite de cette hypothèse.
- Si G est abélien et si K contient les racines n-ièmes de l'unité, alors il existe une base du K-espace vectoriel L constituée d'éléments radicaux sur K.
D'après un théorème de Lagrange, chaque élément de G est annulé par le polynôme Xn – 1, qui est scindé sur K et à racines simples. Les éléments de G, considérés comme automorphismes du K-espace vectoriel L, sont donc diagonalisables, et leurs valeurs propres sont des racines n-ièmes de l'unité[17]. Comme ils commutent entre eux, ils sont même simultanément diagonalisables. Soit (r1, … , rn) une base propre commune. Pour montrer que chaque rin appartient à K (ce qui conclura) il suffit, puisque L est une extension galoisienne de K, de vérifier que rin est fixe par tout élément m de G. Or si λ est la valeur propre associée à m et au vecteur propre ri, on a bien :{\displaystyle m(r_{i}^{n})={\Big (}m(r_{i}){\Big )}^{n}=(\lambda r_{i})^{n}=\lambda ^{n}r_{i}^{n}=r_{i}^{n}.}
- Si G est résoluble et si K contient les racines n-ièmes de l'unité, alors l'extension est résoluble par radicaux.
On démontre l'assertion par récurrence sur la longueur k de la suite de sous-groupes G0, G1, … , Gk qui intervient dans la définition de la résolubilité de G.
Si k = 0 alors G est trivial et L = K.
Supposons la propriété vraie jusqu'à l'ordre k – 1 et considérons le sous-corps L'  de L constitué des éléments fixes par Gk–1. Alors le théorème fondamental de la théorie de Galois assure que les extensions L/L'  et L' /K sont galoisiennes, de groupes respectifs le groupe résoluble Gk–1 et le groupe abélien G/Gk–1. Par hypothèse de récurrence, L est donc résoluble par radicaux sur L' , lui-même résoluble par radicaux sur K d'après le point précédent, ce qui permet de conclure.
- Si G est résoluble, alors l'extension est résoluble par radicaux.
Soit F = K[ζ] l'extension galoisienne de K par une racine primitive n-ième de l'unité. Le compositum LF = L[ζ] est alors une extension galoisienne de F, de groupe isomorphe à un sous-groupe de G, donc résoluble. D'après le point précédent, L[ζ] est donc résoluble par radicaux sur K[ζ], lui-même trivialement résoluble par radicaux sur K. Par conséquent, L[ζ] est résoluble par radicaux sur K, donc L l'est aussi.

### Si un polynôme est résoluble, alors son groupe de Galois l'est.
Par hypothèse, le corps de décomposition L de P est contenu dans une extension K(α1, … , αk) telle que pour chaque i compris entre 1 et k, αini appartient à K(α1, … , αi–1) pour un certain entier naturel ni. On peut évidemment supposer de plus (en utilisant que αuv = (αu)v et en intercalant des radicaux intermédiaires) que chaque ni pour i > 1 est un nombre premier, et que la suite d'extensions commence par l'adjonction d'une racine primitive n1-ième de l'unité α1, pour n1 égal au produit de ces nombres premiers. On montre ci-dessous, par récurrence sur i, que chaque extension K(α1, … , αi) de K est alors galoisienne et de groupe résoluble. D'après le théorème fondamental de la théorie de Galois, le groupe de Galois de la sous-extension L est alors lui aussi résoluble, comme quotient de celui de K(α1, … , αk).
- Si K contient les racines p-ièmes de l'unité, où p est un nombre premier, alors toute extension propre de K par un radical d'ordre p est galoisienne et abélienne.
Soit K(α) une telle extension. Elle est galoisienne, comme corps de décomposition du polynôme Xp – αp, dont les racines sont les produits de α par les racines p-ièmes de l'unité. Son groupe de Galois est d'ordre p (chaque automorphisme envoyant α sur l'une des p racines du polynôme), donc cyclique, donc abélien.
- Pour tout i de 1 à k, l'extension K(α1, … , αi) de K est galoisienne et de groupe résoluble.
Notons Fi l'extension K(α1, … , αi) de K et Gi son groupe de Galois.
L'extension F1 de K est cyclotomique, donc galoisienne et abélienne.
Soit i > 1. Supposons que l'extension Fi–1 de K est galoisienne et que Gi–1 est résoluble. D'après le point précédent, l'extension Fi de Fi–1 est galoisienne et de groupe H abélien. Par conséquent, l'extension Fi de K est galoisienne et Gi est résoluble, comme extension de Gi–1 par H.